# Siège de Belgrade (1690)
Pour les articles homonymes, voir Siège de Belgrade.
Grande guerre turque
Le siège de Belgrade (1690) est un épisode de la grande guerre turque (1683-1699) qui oppose l'Empire ottoman au Saint-Empire et à ses alliés. Après les défaites ottomanes de la bataille de Vienne (1683) et du siège de Buda (1686), l'armée de la Sainte Ligue chrétienne avait emporté Belgrade, principale forteresse de la Serbie ottomane dans le sandjak de Smederevo, au confluent de la Save et du Danube, lors du siège de 1688.
En 1690, le grand vizir Mustafa Köprülü, profitant des difficultés des Habsbourg engagés dans la guerre de la Ligue d'Augsbourg contre la France, décide de reprendre Belgrade. Il entreprend de l'encercler avec une grande armée. Puis, apprenant l'arrivée d'une armée de secours germanique, il partage ses troupes en deux corps : l'un campe sur la Save pour en disputer le passage aux Impériaux tandis que l'autre ouvre la tranchée face à Belgrade. L'artillerie de l'armée ottomane bombarde Belgrade et, le 8 octobre, la principale poudrière des Impériaux explose, semant la confusion dans la garnison. Les Ottomans réagissent immédiatement et montent à l'assaut avant que leurs adversaires n'aient pu rétablir leurs lignes. Après un dur combat, les deux généraux impériaux, Ferdinand d'Aspremont et le duc Charles Eugène de Croÿ, s'enfuient par le Danube avec 700 à 800 hommes. Le reste de la garnison, environ 6 000 hommes, est massacré par les Turcs ainsi qu'un grand nombre de civils.
En 1693, le duc de Croÿ tente de reprendre la ville mais l'approche de l'armée du grand vizir Sürmeli Ali Pacha (en) l'oblige à lever le siège de Belgrade. La ville ne sera reprise par les Impériaux qu'en 1717.